# Güney Ülmen
Güney Ülmen, né en 1931 et mort en 2020, est un ancien joueur turc de basket-ball.